# Associação de Tenistas Profissionais
A Associação de Tenistas Profissionais (em inglês: Association of Tennis Professionals; sigla: ATP) é o órgão regulador dos circuitos de tênis profissionais masculinos – o circuito ATP e o circuito ATP Challenger.
Foi constituído em setembro de 1972 por Donald Dell, Cliff Drysdale e Jack Kramer para proteger os interesses dos tenistas profissionais. Drysdale foi o primeiro presidente. A partir de 1990, a associação organizou o circuito ATP: ciclo mundial do tênis masculino, vinculando-o ao nome da organização.
Em 1990, a organização se chamava, em inglês, de ATP Tour. Em 2001, tornou-se simplesmente ATP, e o circuito ficou como ATP Tour. Em 2009, este migrou para ATP World Tour, mas retornou ao nome anterior em 2019. Trata-se da evolução do agrupamento anual de competições, conhecidas até os anos 1980 como torneios de tênis Grand Prix e World Championship Tennis (WCT).
A sede global da ATP localiza-se em Londres. A filial das Américas está em Ponte Vedra Beach, no estado norte-americano da Flórida; a da Europa, no principado de Mônaco; e a internacional, que cobre África, Ásia e Australásia, em Sydney, na Austrália.

## História
Lançada em 1972 por Donald Dell, Cliff Drysdale e Jack Kramer, foi comandada por Kramer, como diretor executivo, e Cliff Drysdale, como presidente. Jim McManus foi um membro fundador. Kramer criou o sistema de rankings dos jogadores profissionais, que começou no ano seguinte e ainda está em uso. De 1974 a 1989, o circuito masculino foi administrado por um subcomitê chamado Men's International Professional Tennis Council (MIPTC). Era formado por representantes da Federação Internacional de Tênis (ITF), pela ATP e por diretores de diversos cantos do globo. A ATP solicitou que o MIPTC introduzisse um regulamento para teste de antidoping, tornando o tênis o primeiro esporte profissional a fazer isso.

### O boicote ao Torneio de Wimbledon de 1973
Em maio de 1973, Nikola Pilić, tenista número 1 da Iugoslávia de então, foi suspenso pela própria associação nacional por ter se recusado a jogar um confronto de Copa Davis por seu país, no início daquele mês. A suspensão inicial de nove meses, apoiada pela International Lawn Tennis Federation (ILTF), foi reduzida para um mês, mas coincidiu com a temporada de grama e o jogador não poderia jogar o Torneio de Wimbledon.
Em resposta, a ATP ameaçou um boicote, afirmando que se Pilić não tivesse permissão para competir, ninguém deveria também. Depois que as tentativas de última hora para um acordo fracassaram, abriu-se uma votação para o boicote. Como resultado, 81 dos melhores jogadores, incluindo o atual campeão Stan Smith e 13 dos 16 cabeças de chave masculinos, não competiram no major londrino de 1973. Três jogadores – Ilie Năstase, Roger Taylor e Ray Keldie desafiaram o movimento e foram multados pelo comitê disciplinar da Associação.

### Insurreição de 1988
No final da década de 1980, a turnê ainda era comandada pelos diretores dos torneios e pela ITF. A representação e a influência limitadas dos jogadores no Conselho Internacional de Tênis Profissional Masculino (MIPTC), bem como a insatisfação na forma como o esporte era administrado e comercializado, culminou em um motim em 1988, liderado pelos tenistas em atividade, incluindo o então número 1 do mundo Mats Wilander, o que mudou toda a estrutura do circuito.

### Next Generation e pensar no futuro em 2017
Durante a temporada de 2017, a ATP em parceria com a Federação Italiana de Tênis (FIT) e com o Comitê Olímpico Italiano, anunciaram o torneio "ATP NEXT GENERATION" OU "ATP NEXT GEN", direcionado aos sete melhores jogadores do ano e um qualificatório para atletas com menos de 21 anos de idade. Semelhante ao ATP Finals que é jogado em round robin, mas com a diferença, que o set é disputado em 4 games e a final em melhor de 5 sets, o torneio além de ser vitrine para novos atletas recebe destaque por receber testes de novas regras para possíveis mudanças na temporada seguinte.
Depois de cinco edições, durante o ano de 2023, a ATP anúnciou que o torneio iria passar a ser disputado na Árabia Saúdita. o que foi um marco para o país já que este seria o primeiro torneio profissional no país, o contrato assinado se extende até 2027 como sede do torneio.

### Reação à invasão russa da Ucrânia em 2022
Em oposição à invasão russa da Ucrânia em 2022, a ATP transferiu o torneio de São Petersburgo para Astana, no Cazaquistão.
Em maio, o Torneio de Wimbledon proibiu, de forma unilateral, a participação de russos e bielorrussos, por causa do conflito – a Bielorrússia apoiava o Kremlin). Em represália, a Associação anunciou que não iria premiar com pontos nenhum participante do evento. Nadine Dorries, secretária de cultura britânica, comentou que tal atitude "passaria uma mensagem completamente errada tanto para Putin quanto para o povo da Ucrânia".
Em dezembro, ATP e WTA ainda aplicariam uma multa de um milhão de dólares à LTA, Associação de Tênis Britânica, pelo boicote aos attletas das duas nacionalidades.

## O circuito ATP
Na coletiva de imprensa improvisada em uma vaga de estacionamento, em 26 de agosto de 1988, com o diretor executivo Hamilton Jordan, a ATP anunciou a saída do MIPTC (então chamado de MTC) e a criação do próprio circuito. Essa reorganização também encerrou o processo judicial entre a Volvo e Donald Dell a respeito do controle do tênis masculino. Em 19 de janeiro de 1989, a ATP publicou o calendário para a temporada inaugural, de 1990.
Em 1991, o tênis masculino vende os direitos de transmissão televisivos para exibir 19 torneios. O primeiro website da Associação entrou no ar em 1995, seguido do contrato multinacional de patrocínio com a Mercedes-Benz.
Em 2008, o risco de rebaixamento de torneios com poderosos anunciantes, para o acolhimento de um remodelado Masters de 2 semanas em Madrid, fez com que a disputa fosse judicializada, trazendo uma reestruturação significativa ao circuito no ano seguinte.

### Mudanças em 2009
Em 2009, a ATP apresentou uma nova estrutura de circuito, chamada ATP World Tour. Consistiu em três categorias de torneios: ATP World Tour Masters 1000, ATP World Tour 500, and ATP World Tour 250. De modo geral, em relação às categorias anteriores, o Tennis Masters Series se tornou o novo nível Masters 1000, o International Series Gold, o 500, e o International Series, o 250.
Os Masters 1000 englobam os torneios de Indian Wells, Miami, Monte Carlo, Madrid, Roma, Montreal/Toronto, Cincinnati, Xangai e Paris. O evento de fim de temporada, o ATP Finals, foi transferido de Xangai para Londres (e depois seguiu novas sedes, a partir de futuros contratos). Hamburgo foi substituído pelo novo torneio de saibro em Madri, combinado entre homens e mulheres. Em 2011, Roma e Cincinnati também adotaram essa configuração. Penas rigorosas são aplicadas a jogadores de elite que não participam dos Masters 1000, a menos que um atestado médico seja apresentado.
Os planos para eliminar Monte Carlo e Hamburgo do nível Masters geraram polêmica e protestos de jogadores e organizadores. Esses torneios entraram com ações judiciais contra a ATP,. Como concessão, foi decidido que Monte Carlo continuaria sendo um evento de nível Masters 1000, com premiação maior e 1000 pontos para o campeão, mas perderia sua obrigatoriedade para jogadores de alto escalão. Mais tarde, os monegascos desistiram do processo. Hamburgo foi "reservado" para se tornar um evento de nível 500 no meio do ano, mas os alemães não aceitaram. No entanto, perderam a ação.
Os torneios de nível 500 são Roterdã, Dubai, Rio de Janeiro, Acapulco, Barcelona, Queen's (em Londres), Halle, Hamburgo, Washington, Pequim, Tóquio, Basileia e Viena.
A Copa Davis também oferece pontos, dependendo de um intrincado sistema, que envolve a posição do jogador no ranking, se é simplista ou duplista e que fases disputou.

### Torneios do circuito ATP
O circuito masculino de elite compreende os eventos do Grand Slam, quatro categorias sob a coordenação da Associação (ATP Finals, ATP Masters 1000, ATP 500 e ATP 250), as exibições e os coletivos. A última mudança aconteceu em 2020, quando a grafia World Tour, existente desde 2009, foi extinta.
Obs.: números de 2022, com exceção da United Cup, que estreia, e a Copa Hopman, que retorna em 2023.
| Evento              | Tipo                  | Qtd. | Premiação total            | Pontos ao vencedor | Organização |
| ------------------- | --------------------- | ---- | -------------------------- | ------------------ | ----------- |
| Grand Slam          | individual            | 4    | ver os artigos individuais | 2.000              | ITF         |
| ATP Finals          | individual            | 1    | US$ 14.450.000             | 1.100 a 1.500      | ATP         |
| ATP Masters 1000    | individual            | 9    | US$ 6.137.190 a 8.584.055  | 1000               | ATP         |
| ATP 500             | individual            | 13   | US$ 1.426.891 a 2.964.246  | 500                | ATP         |
| ATP 250             | individual            | 40   | US$ 519.312 a 1.006.646    | 250                | ATP         |
| Next Gen ATP Finals | individual (exibição) | 8    | US$ 1.400.000              | 0                  | ATP         |
| Copa Davis          | coletivo              | 1    | US$ 15.300.000             | 0                  | ITF         |
| United Cup          | coletivo              | 1    | US$ 15.000.000             | 345 a 500          | ATP e WTA   |
| Copa Hopman         | coletivo (exibição)   | 1    | TBA                        | 0                  | ITF         |
| Laver Cup           | coletivo (exibição)   | 1    | US$ 250.000 por jogador    | 0                  | TEAM8       |
| Jogos Olímpicos     | coletivo              | 1    | ver os artigos individuais | 0                  | ITF         |

### Torneios do circuito challenger
A ATP ainda organiza o circuito intermediário, chamado de ATP Challenger Tour, que engloba cinco categorias. A numeração no título diz respeito aos pontos que o vencedor do torneio recebe. Os dados são de 2023.
Até 2008, era conhecido como ATP Challenger Series. A temporada de estreia ocorreu em 1978, com dezoito eventos. 
| Evento         | Qtd. | Premiação total | Pontos ao vencedor | Organização |
| -------------- | ---- | --------------- | ------------------ | ----------- |
| Challenger 175 | 5    | US$ 220.000     | 175                | ATP         |
| Challenger 125 | 35   | US$ 160.000     | 125                | ATP         |
| Challenger 100 | 41   | US$ 130.000     | 100                | ATP         |
| Challenger 75  | 98   | US$ 80.000      | 80                 | ATP         |
| Challenger 50  | 17   | US$ 40.000      | 50                 | ATP         |

## Rankings da ATP
A ATP publica semanalmente, às segundas-feiras, a atualização dos rankings dos jogadores profissionais. Os rankings da ATP (geralmente chamados de "rankings mundiais") se desdobram continuamente e são consideradas as últimas 52 semanas. Servem para determinar a qualificação de entrada e posição de cabeças de chave em todos os torneios de simples, duplas e até mistas (que não possuiem ranking próprio, mas usa a combinação dos outros dois). O jogador com mais pontos no final da temporada é o número 1 do mundo do ano.
No início de 2009, todos os pontos foram dobrados, para se adequarem ao novo sistema do circuito.
Há ainda os rankings de corrida, que começam a contar no início da temporada e terminam no último evento regular, valendo para a classificação no ATP Finals. Ao fim deste, são descartados.